# John Rety
John Rety (Budapest, 1930. december 8. – London, 2010. február 3.) magyar-brit anarchista, költő, kiadó és sakkjátékos.

## Élete
Budapesten született, egy budapesti angol óvodába járt. Gyermekként, amikor kitört a második világháború, 1944-ben elválasztották zsidó szüleitől, és üzeneteket vitt az ellenállásnak. A nagymamáját a háború utolsó napján lelőtték. 1947-ben, miután egy háborúellenes színdarabot játszott a budapesti parlament lépcsőjén, nagynénjéhez utazott nyaralni Nagy-Britanniába, és ott kellett maradnia, mert a néni elégette az útlevelét.
Fordítói munkája után egy cseh kiadónál, aki nem beszélt angolul, elindított egy Soho underground újságot, az Intimate Review-t, olyan fiatal írók közreműködésével, mint Doris Lessing, Bill Hopkins, Laura del Rivo, Frank Norman, Alun Owen, Cressida Lindsay és Bernard Kops. Feliks Topolski és Ralph Steadman készített műalkotásokat. 1953-ban kiadott egy komikus levélregényt Supersozzled Nights címmel. Miután rágalmazással való fenyegetés hatására az Intimate Review bezárására kényszerült, társszerkesztett más rövid életű kiadványokat, a Cheshire Cat and Fortnightly: Rety volt az első, aki kiadta Colin Wilsont. Közreműködött a Colin Wilson, a Celebration (Cecil Woolf, 1988) "So Much Work to Do" című esszéjében. Ezt újranyomták a The Sage of Tetherdown: personal recollections of Colin Wilson by his friends címmel a Paupers' Press gondozásában 2020-ban. Miután 1958-ban találkoztak partnerével, Susan Johnsszal, használt bútorboltot nyitottak a Camden High Streeten, és Rety festőnek is készült a City and Guilds Art School művészeti iskolában.
Politikailag részt vett a Committee of 100 háborúellenes bizottságban, 1964-től 1969-ig szerkesztette a Freedom anarchista hetilapot, amelynek terjedését vidáman befogadó szerkesztői megközelítésével növelte és elsimította a szektásságot a brit anarchizmusban. (Később bevallotta, hogy soha nem olvasott az anarchista klasszikusok közül – és bár később Kropotkint olvashatónak találta, soha nem értette meg igazán Proudhont vagy Bakunyint.) Aktív volt a Vietnámi háború ellen, részt vett a Grosvenor téri demonstráción, valamint a Speaker's Corner 13 napos böjtjén. Kezdetben meg volt győződve Stuart Christie ártatlanságáról, akit azzal vádoltak, hogy robbanóanyagot szállított Francisco Franco meggyilkolásához, és segített egy nemzetközi szolidaritási kampány koordinálásában, annak ellenére, hogy az igazság megismerésekor személyes árulásérzést élt át.
1982-ben társalapítója a Torriano Meeting House-nak Kentish Townban, ahol hetente verses felolvasásokat tartanak. Stephen Spender és Adrian Mitchell azon költők százai között voltak, akik felléptek Torrianóban. Egy 2003-as antológia Dannie Abse, John Arden, Oliver Bernard, John Heath-Stubbs és Dilys Wood munkáit tartalmazza. Az antológia az 1987-ben alapított Hearing Eye Press című kiadványával jelent meg, amely végül több mint 150 könyvet jelentetett meg. A Morning Star versszerkesztője is lett: az ott megjelent munkák antológiája, a Well Versed, két kiadásban is megjelent.
Sakkjátékosként 2034-es FIDE-besorolást ért el, játszott a Middlesexben és a Londoni Egyetemen, valamint Angliát képviselte a Senior Sakk Európa-bajnokságon. Élete nagy részében hontalan személy okmánya alapján utazott, de végül hetvenes évei végén, Magyarország EU-csatlakozása után brit útlevelet kellett szereznie.
Londonban halt meg, élettársa és két gyermeke maradt: lánya, Emily Johns a Peace News szerkesztője.

## Fordítás
- Ez a szócikk részben vagy egészben  a   John Rety című angol Wikipédia-szócikk fordításán alapul.  Az eredeti cikk szerkesztőit annak laptörténete sorolja fel. Ez a jelzés csupán a megfogalmazás eredetét és a szerzői jogokat jelzi, nem szolgál a cikkben szereplő információk forrásmegjelöléseként.